# 徐秉铮
徐秉铮（1925年12月—1997年6月5日），男，福建古田人，中国信号检测专家，曾任华南理工大学教授。

## 生平
1925年12月生于福建古田县。中学时代在福州的美以美会私立鹤龄英华中学读书。大学就读萨本栋校长领导的内迁长汀的国立厦门大学。
1946年7月从厦大机电系毕业取得学士学位。毕业后由学校介绍去粤汉铁路衡阳铁路局任电讯实习生及工务员。在铁路内外线工程、载波和无线通讯方面做了许多工作。得到处领导和总工的赏识。
1948年8月他从铁路辞职去广州深造。1950年自岭南大学物理研究所毕业，获电子学、理学硕士，并留校任电机系讲师兼助理研究员。期间广州被解放军攻陷并接管。1951年3月9日，在《物理学报》上发表英文论文《强力振荡器栅漏电阻的最佳调变方法》。
1952年夏季，全国院系调整，徐奉命随岭南大学电机系整体迁入华南工学院，改组并入华南工学院电讯系，继续任讲师。1956年全国院系第二次调整，为了服务大三线建设，电机系全部师生设备西迁成都组建成都电讯工程学院。徐秉铮任雷达系副教授、教研室主任。
后因华南工学院要重建无线电工程系，为工作需要经校党委联系有关单位调回了徐秉铮合冯秉铨二位教授。经他与冯秉铨教授二人的多方筹划，建系工作初具规模，徐秉铮被任命为系主任。
1977年晋升为教授，兼任无线电与自控研究所所长。1984年4月又升任华南理工大学副校长。
1997年6月5日，逝世于广州。

## 学术贡献
徐秉铮教授在雷达探测方面成绩卓著，他主持研制了我国第一套相关器，第一套双侧高分辨力旁视声纳和第一艘核潜艇用的604潜用回音站。
1978年我国恢复研究生制度。在他领导和组织下，学科建设取得很大成绩，通讯与电子系统成为国家重点学科。他是全国首批博士生导师之一，教学和研究成绩卓著。
1990年代研究语音自动化、使用神经网络进行机器学习自然语言处理，发表汉语语言识别的相关论文。基于研究，徐教授成功研制“汉语声控电脑打字机”，获国家发明专利。又研制了“手写汉字识别系统” 取得成功。
撰写或合作撰写的论文有90多篇，分别发表于国内外刊物和学报上。研究的主要内容可分为五大部分：1、振荡理论、信号检测理论，2、信息论及其应用，3、随机多址通信理论与技术，4、汉语语音处理与识别，5、神经网络理论与应用。以他为主编的专著有3本，译著3本、合译一本。

## 奖项和荣誉
1978年出席全国科学大会，荣获大会奖3项。自1986年至1992年获国家科技进步二等奖3项，广东省科技进步奖7项。
1990年评为广东省高级专家，国家教委、国家科委授予“全国高等学校科技先进工作者”的光荣称号。
1996年底在香港柏宁顿领取中国教育基金会第二届孺子牛金球奖。